# Alberto Daudén
Alberto Daudén es un deportista español que compitió en natación adaptada. Ganó una medalla de plata en los Juegos Paralímpicos de Seúl 1988 en la prueba de 100 m mariposa (clase B1).

## Palmarés internacional
| Juegos Paralímpicos | Juegos Paralímpicos  | Juegos Paralímpicos | Juegos Paralímpicos |
| Año                 | Lugar                | Medalla             | Prueba              |
| ------------------- | -------------------- | ------------------- | ------------------- |
| 1988                | Seúl (Corea del Sur) | Medalla de plata    | 100 m mariposa B1   |